# Farlowella reticulata
Farlowella reticulata är en fiskart som beskrevs av Boeseman, 1971. Farlowella reticulata ingår i släktet Farlowella och familjen Loricariidae. Inga underarter finns listade i Catalogue of Life.